# 국립정신건강센터
국립정신건강센터(國立精神健康 - , 영어: National Center for Mental Health, NCMH)는 정신질환을 가진 사람에 대한 진료·조사·연구, 정신건강증진사업의 지원·수행, 정신건강의학과 의료요원 등의 교육·훈련 및 정신건강연구에 관한 업무를 관장하는 대한민국 보건복지부의 소속기관이다. 2016년 3월 1일 발족하였으며, 서울특별시 광진구 용마산로 127에 위치하고 있다. 센터장은 고위공무원단 가등급에 속하는 전문임기제 공무원으로 보한다.

## 직무
- 정신질환 예방 및 진료
- 정신질환 진료 관련 조사 연구, 지표 및 표준 개발·보급
- 국가 정신보건기관 간의 정신보건사업 수행 관련 총괄
- 정신건강 증진 및 지역사회 정신건강사업 지원
- 중앙정신보건사업지원단 업무 지원
- 정신건강 관련 교육 프로그램 개발·보급
- 정신건강 관련 전문 인력 양성 및 훈련
- 정신보건전문요원 자격 관리 및 수련기관 관리
- 정신건강 연구·개발 기획, 지원 및 관리
- 정신건강연구 수행 및 성과 확산
- 국제교류 및 협력
- 정신보건시설 지도·감독 등 보건복지부장관으로부터 위임 받은 업무 수행
- 기타 센터의 목적 달성을 위하여 필요한 사항

## 연혁
- 1961년 8월 14일: 보건사회부 소속으로 국립정신병원 설치.
- 1961년 11월 28일: 노량진구호병원 인수 현 청사 준공(11,081m2).
- 1962년 2월 1일: 개원(360병상).
- 1970년 11월 28일: 병동 증축(140병상).
- 1976년 7월 2일: 간호사 기숙사 신축(40침상).
- 1979년 12월 31일: 외래진료소 신축(40침상).
- 1981년 7월 18일: 정신간호조무사양성소 신설.
- 1982년 7월 22일: 신관 병동 증설(200병상).
- 1983년 1월 1일: 국립서울정신병원으로 개편.
- 1985년 11월 5일: 외래진료소 증축(320m2).
- 1986년 11월 7일: 정신간호조무사양성소 신축(745m2).
- 1989년 12월 12일: 소아병동 증축(353m2).
- 1990년 12월 27일: 외래진료소 증축(917m2).
- 1993년 1월 20일: 폐수처리장 신축(94m2).
- 1994년 10월 10일: 남자 개방병동 개원.
- 1994년 12월 23일: 보건복지부 소속으로 변경.
- 1996년 3월 20일: 소아자폐증진료소 개원, 여자 개방병동 개원.
- 1997년 8월 1일: 입원진료비 행위별 수가제 시행.
- 2002년 5월 6일: 국립서울병원으로 개칭.
- 2006년 1월 1일: 책임운영기관으로 지정.
- 2008년 2월 29일: 보건복지가족부 소속으로 변경.
- 2010년 3월 19일: 보건복지부 소속으로 변경.
- 2016년 3월 1일: 국립정신건강센터로 개편.

## 조직

### 센터장
- 기획홍보과[2]
- 총무과[3]
- 정신건강사업부[4]
  - 정신건강사업과[5]
  - 정신건강교육과[5]

의료부
- 일반정신과[7]
- 기분장애과[8]
- 불안·스트레스과[8]
- 중독정신과[8]
- 노인정신과[7]
- 소아청소년정신과[8]
- 정신사회재활과[8]
- 건강증진과[8]
- 간호과[7]
- 심리건강과[8]
- 영상의학과[8]
- 진단검사의학과[8]
- 약제과[8]

### 소속기관
- 정신건강연구소

## 사건·사고 및 논란

### 종합의료단지 신설
국립정신건강센터는 1962년 설립된 정신과병원으로, 정부가 1989년부터 노후화 시설에 대한 현대화를 추진했으나, 지역 주민들은 지역 발전에 걸림돌이 된다며 이전을 요구해왔다.
2010년 2월 11일 보건복지가족부는 서울 광진구 중곡동에 있는 국립서울병원 건물을 헐어내고 그 자리에 종합의료복합단지를 신설하는 내용의 업무협약을 서울 광진구청과 체결했다고 밝혔다. 이번 협약은 국립정신건강연구원, 의료행정타운, 의료바이오비즈니스센터로 구성된 종합의료복합단지를 현재의 병원 자리에 설립하고, 주변 환경을 개선해 지역경제를 활성화하는 내용을 담고 있다.